# ミサイルの誘導方式
ミサイルの誘導方式（ミサイルのゆうどうほうしき）では、ミサイルや誘導爆弾などの飛翔体の目標へ誘導する方式についての記述を参照することができる。

## 概論
ミサイルの誘導方式は、工学的な観点から、ホーミング誘導、指令誘導、プログラム誘導、複合誘導の4つに分類できる。
誘導と連携した飛翔制御（ミサイルの飛翔制御方式）により、ミサイルの飛行方向は正しく目標に向けられる。

## ホーミング誘導
目標からの信号を得て追尾する方式で、信号に使用する媒体や信号を発する物により、以下のように分類できる。

### 電波ホーミング誘導
電波（特にマイクロ波）を媒体としたホーミング誘導。電磁波のなかでも、電波は光波（赤外線など）より大気圏内の透過性が高く、より長距離でも目標を探知・捕捉できることから、光波ホーミング誘導よりも長い射程で運用される傾向にある。電波（レーダー波）の放射源が、目標と発射母体、ミサイル本体のいずれにあるかに応じて、パッシブ方式とセミアクティブ方式、アクティブ方式の3種類に大別される。また、慣性誘導など他の誘導方式と組み合わせて複合誘導方式としている場合も多く、おおむね、下記のような趨勢となっている。
第1世代
セミアクティブ方式
第2世代
慣性/指令＋アクティブ方式
第3世代
慣性＋指令＋セミアクティブ/パッシブ/アクティブ

### 光波ホーミング誘導
光波ホーミング誘導は、光波を媒体としたホーミング誘導方式。光波は電波（特にマイクロ波）と比して、より小規模な装置で運用できる一方、周波数としての特性上から大気圏内の透過性が低く、従って目標を探知できる距離がより短いという欠点がある。このことから、光波ホーミング誘導方式の兵器は、電波ホーミング誘導よりも短い射程で、より軽便なものとして運用される傾向にある。
光波ホーミング誘導は、おおむね下記のように大別できる。
- パッシブ方式 - 赤外線ホーミング（IRH）誘導
- セミアクティブ方式 - セミアクティブ・レーザー・ホーミング（SALH）誘導

### その他のホーミング誘導
生物誘導
生物の能力により進路のずれを観測し、操縦装置を操作して、文字通りにミサイルを操縦する方式。
アメリカでは調教された鳩を使ってミサイルの誘導を行うプロジェクト鳩という計画が存在した。
手動操縦
飛行爆弾を巡航ミサイルに含める場合、日本の桜花は人間を誘導装置として利用していたことになる。

## 指令誘導
外部の射撃指揮装置の指令に従ってミサイルを操舵・誘導する方式。ミサイルの針路補正において人間がどこまで関与するか、またその操舵命令が外部の射撃指揮装置とミサイル本体のどちらで発せられるかに応じて、以下のように分類される。
指令照準線一致（CLOS）誘導方式
外部の射撃指揮装置が目標を追尾する際の照準線と、実際のミサイルの針路とのずれをもとにして、ミサイルに針路を修正するよう指示する方式。
手動指令照準線一致（MCLOS）誘導方式
射撃指揮装置による目標捕捉・追尾から情報処理に至るまでを全面的に人間に依存する方式。
半自動指令照準線一致（SACLOS）誘導方式
射撃指揮装置による目標捕捉・追尾を人間に依存し、ミサイルの誘導・操舵に必要な情報処理は射撃指揮装置において自動的に行なわれる方式。
照準線ビームライディング誘導（LOSBR）方式
ミサイルの誘導・操舵に必要な情報処理をミサイル側において行なう方式。
指令照準線非一致（COLOS）誘導方式
射撃指揮装置が目標とミサイルの双方を追尾し、双方の針路が交錯するようミサイルに対して指令する方式。

## プログラム誘導
ミサイルの飛行経路を発射前に設定して誘導する方式で、ミサイルの位置を確認する方法で以下のように分類される。目標は位置があらかじめわかっている都市、港湾、建物などの戦略目標や移動しない固定目標に対して主に使用される。

### 慣性航法
慣性航法は慣性航法装置（Inertial Navigation System, INS）にジャイロを用いた加速度計が装備されミサイルに加わった加速度と方向から事前に設定された進路とのずれを計算し、ずれを補正するように制御装置に指令を出す事で進路を保って誘導する。主に長射程ミサイルの中間誘導に使用され、弾道ミサイルや巡航ミサイルと長射程の対艦ミサイルなどに用いられる。核弾頭を搭載する弾道ミサイルでは終末誘導装置を持たずに慣性航法装置だけを搭載するものも多い。これは大威力の核弾頭を用いれば着弾誤差がかなり大きくなっても目標を破壊することができるためである。慣性誘導は地形など外部からの信号を観測することなく飛行できるため、この誘導を妨害することは撃墜しない限りは不可能である。

### 衛星航法
衛星航法とはGPSなどの衛星からの電波をもとにミサイルを誘導する。アメリカの誘導爆弾であるJDAMや改良型トマホーク巡航ミサイルであるTACTOMや対レーダーミサイルであるAGM-88 - HARMで使用されている。ただし、妨害電波環境や山岳地等で衛星からの電波が受信しにくい状況では使用できない。

#### GPS補正
GPS補正誘導とは短距離弾道ミサイルや誘導砲弾や誘導ロケット弾の落下終末段階でGPS衛星からの電波をもとにミサイルを誘導する。なお、GPS以外の衛星測位システムによる誘導もGPSと俗称する。
中国の短距離弾道ミサイルDF-15は終末GPSと北斗によって慣性誘導を補正しCEP30～50 mを得ているという。アメリカのMLRS用ロケット弾M30や155 mm誘導砲弾にGPS誘導が使われる予定である。

### 地形照合 - TERCOM
ターコム - TERrain COntour Matching - TERCOM (地形等高線照合方式)は、地形、等高線照合により巡航ミサイルを中間誘導する方式である。レーダーで地表をスキャンし、事前に設定されたデジタルマップとの比較で現在位置を特定し進路を補正する。トマホークやALCM、Kh-55等の巡航ミサイルに使用されている。ただし、目標や飛行経路を変更する場合、地図情報の再設定か、選択できる複数の地図情報をもっている必要がある。また、長時間の洋上飛行には適さない。

### 恒星天測航法
恒星天測航法は、天体観測により弾道ミサイルの中間飛翔行程でミサイルを中間誘導する方式。望遠鏡で天体を観測し、事前に設定された特定の恒星の方向との比較でミサイルの現在位置を特定し進路を補正する。
日中でも空気による光の散乱がない（＝星を観測できる）大気圏外を飛翔する弾道ミサイルにおいて、中盤での進路補正に使われる。ただし、細かい進路まで補正することはできないことと、何らかの理由で恒星が観測できなかったときのため、他の誘導方式（主に慣性誘導）と組み合わせて使う。

## 複合誘導
以上の誘導方式を組み合わせた方式。

### ミサイル経由追尾
ミサイル経由追尾（英語: Track Via Missile - TVMは、地上レーダーから照射された反射波をミサイルが受信し、その情報を一旦地上レーダーに送信、地上レーダーにて誘導計算を行った後、再びミサイルに誘導を指令する方式である。セミアクティブ誘導方式と指令誘導方式の複合である。アメリカのパトリオットミサイルや、ロシアのS-300に採用されている。
ミサイルに高性能のコンピューターを搭載するということは、そのコンピューターを使い捨てるということである。全てのミサイルに高性能のコンピューターを搭載していては莫大な費用がかかるため現実的ではない。そこでミサイルに最低限の性能のコンピューターを搭載し、ミサイルが得た情報を地上の高性能コンピューターで処理しミサイルを目標に誘導指令する方式がTVMである。
ミサイルの先端のSARHシーカーが得た情報を地上装置に伝送して誘導の計算処理し、誘導等の指令を行う。コンピューターを高性能化できるので高い誘導能力と高い耐妨害能力を期待できる。ただし、高性能な反面システムが複雑でコスト面において必ずしも有利ではなかったといわれる。
ただし、ECCM能力が比較的高いという利点もある。パトリオットミサイル（MIM-104A～E型、否PAC-3ミサイル）でのTVM誘導では、ミサイルを誘導するTVM波は、
- レーダー → 目標反射 → ミサイルシーカー → レーダー
- レーダー → 目標反射 → レーダー

の2系統でレーダ（地上装置コンピュータ）に戻る。この2系統の受信ループでコリレーション処理等を行うことにより、極めて高いECCM能力を得ているとされる。また、片方の受信ループがECMを受けて途絶したとしても、もう片方のループにより誘導演算を行い、予想会敵点までミサイルを指令誘導する事が可能となっている。会敵点まで接近したミサイルは、ECM環境下においてもTVM波のイルミネーション反射波または目標が放つECM波を受信する事ができ、これにより敵機を撃墜する（SOJC方式、Stand Off Jammer Counter）。

### 画像誘導
ミサイル先端に搭載したTVシーカーを経由して目標を追尾する。いわゆるTVMの画像版である。こちらも高価な誘導装置を使い捨てにしないという意図で開発されたが、画像シーカーは視界が狭く中間誘導が技術的に困難で、ミサイル価格は別として母体の値段が高くなってしまうという問題を抱えている。手動で制御するため、射手の技量に依存し、高速で移動する標的への誘導は困難で比較的低速で移動する艦艇や戦闘車両、地上施設等を標的とする。霧や煙幕などで視界が遮られている場合には使用できない。
第二次世界大戦中にドイツの開発したHs 293 Dが実戦で戦果を挙げた最初の画像誘導弾であるとされる。その後、各国で開発が進められた。命中するまで常時手動で追尾し続けなければならないため「撃ち放し」が出来ない。
ドイツのポリフェム・ミサイルでは高価な誘導装置を使い捨てにしないようにミサイルには観測装置のみを搭載し、発射母機に搭載された自動誘導装置と光ファイバーを通じて観測情報と操縦情報をやりとりする指令誘導で目標へ誘導する方式が採用されていたが、計画は2003年にキャンセルされている。同様のシステムにセルビアが2009年度の実用化を目指しているALASミサイルが挙げられる。
陸上自衛隊の装備する96式多目的誘導弾システムでは、光ファイバーを利用した有線通信により飛翔体と地上装置間のデータ通信を行っており、誘導手は、飛翔体のシーカが捉えた赤外線映像をリアルタイムに確認しながら誘導を行うことができる。

#### 画像識別誘導
画像誘導の一形式で装置が画像を識別、照合して誘導するため手動での誘導は不要。中間誘導は他の誘導方法と組み合わせて終末誘導で使用される場合が多い。単に標的を判別するだけでなく、脆弱な部分を識別してピンポイントで命中する。